# UAB Blazers

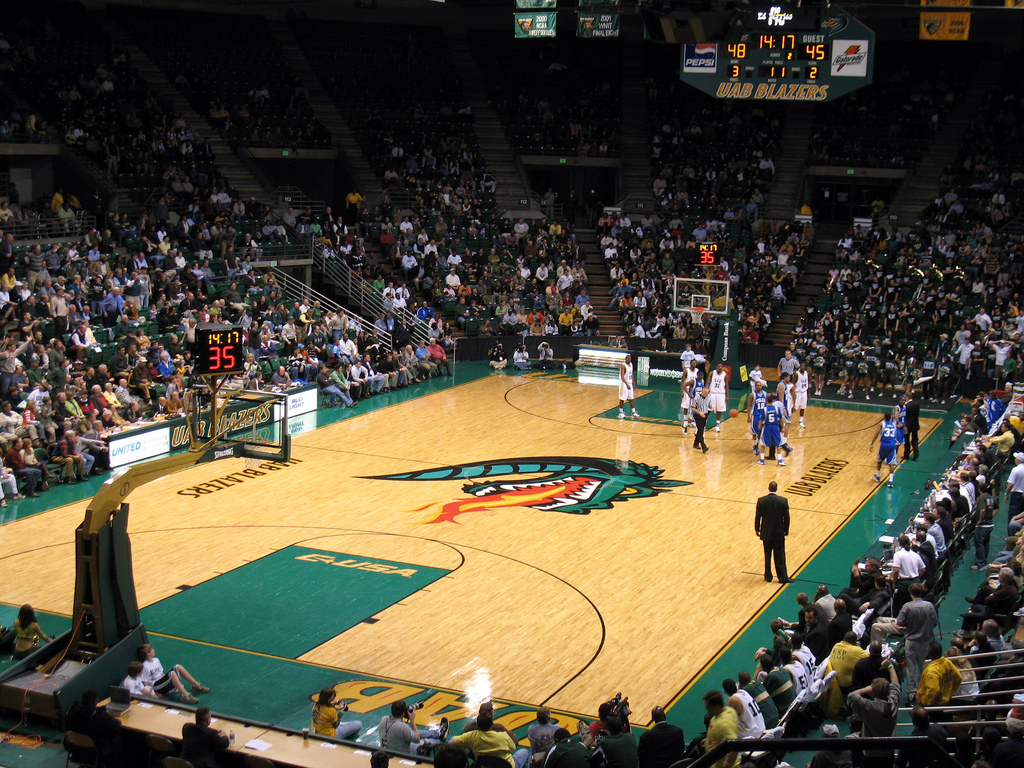
Bartow Arena.

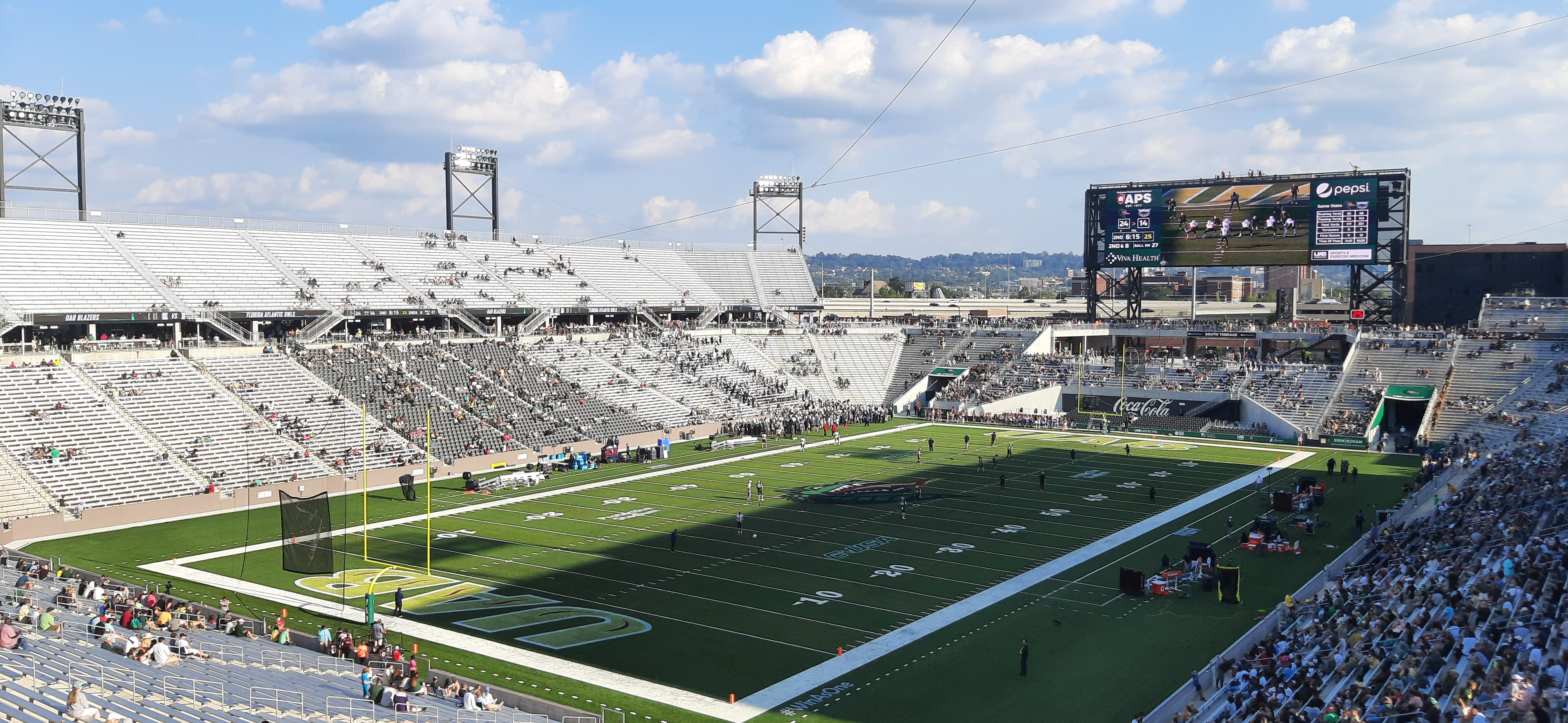
Protective Stadium, estadio de fútbol americano.

UAB Blazers (español: Bléisers de la Universidad de Alabama en Birmingham) es el nombre de los equipos deportivos de la Universidad de Alabama en Birmingham, que se encuentra situada en Birmingham, en el estado de Alabama. Los equipos de los Blazers participan en las competiciones universitarias de la NCAA, en la American Athletic Conference desde 1 de julio de 2023.

## Programa deportivo
Los Blazers participan en 6 deportes masculinos, 11 femeninos y 1 coeducacional:
| - Deportes masculinos - Béisbol - Baloncesto - Fútbol americano - Golf - Fútbol - Tenis | - Deportes femeninos - Atletismo al aire libre - Atletismo cubierta - Baloncesto - Bowling - Cross - Golf - Fútbol - Sóftbol - Tenis - Voleibol cubierta - Voleibol de playa | - Deportes coeducacionales - Tiro deportivo (Rifle) |

### Fútbol americano
A diferencia de otras universidades con mayor tradición, UAB comenzó a jugar al fútbol americano desde hace unas pocas décadas, concretamente desde principios de los años 1990. Comenzaron en la División III de la NCAA, y no fue hasta 1996 cuando consiguieron un puesto en la Conference USA de la División I. En toda su historia sólo han conseguido ganar un partido bowl, y en la actualidad, 3 jugadores salidos de esta universidad juegan en la NFL.
El equipo de fútbol americano se suspendió después de la temporada 2014, pero regresó para la temporada 2017.
Actuales Campeones del Independence Bowl venciendo 31 a 28 a BYU.

### Baloncesto
El equipo masculino de baloncesto ha conseguido llegar en 13 ocasiones a la fase final del Torneo de la NCAA, de las cuales, en una ocasión llegó a cuartos de final, y en otras 3 a octavos. 6 jugadores han conseguido llegar a la NBA, estando en la actualidad representados los Blazers tan solo por el jugador de Washington Wizards Donell Taylor.

## Campeonatos conseguidos
Campeonatos de conferencia (43)
- Baloncesto masculino (7): 1981 · 1982 · 1983 · 1984 · 1987 · 1990 · 2004
- Tenis masculino (5): 1991 · 1992 · 1993 · 1994 · 1995
- Baloncesto femenino (4): 1990 · 1991 · 1992 · 1994
- Tenis femenino (4): 1993 · 1994 · 1995 · 1996
- Voleibol femenino (4): 1990 · 1991 · 1992 · 2006
- Béisbol (4): 1991 · 1992 · 1994 · 2012
- Fútbol masculino (3): 1994 · 1995 · 1999
- Fútbol femenino (3): 2003 · 2004 · 2006
- Cross femenino (2): 1995 · 2006
- Golf masculino (1): 1991
- Atletismo femenino en pista cubierta (1): 1995
- Atletismo femenino al aire libre (1): 1995
- Sóftbol (1): 2013
- Fútbol americano (2): 2018 · 2020